# Doudeauville (Pas-de-Calais)
Pour les articles homonymes, voir Doudeauville.
Doudeauville est une commune française située dans le département du Pas-de-Calais en région Hauts-de-France. Ses habitants sont appelés les Doudeauvillois.
La commune fait partie de la communauté de communes de Desvres - Samer qui regroupe 31 communes et compte 23 221 habitants en 2021.
Le territoire de la commune est situé dans le parc naturel régional des Caps et Marais d'Opale.

## Géographie

### Localisation
Localisée dans l'ouest du département du Pas-de-Calais, Doudeauville est une commune de la vallée de la Course située, à vol d'oiseau, à 6 km au sud de la commune de Desvres et à 19 km au sud-est de la commune de Boulogne-sur-Mer (chef-lieu d'arrondissement).
Le territoire de la commune est limitrophe de ceux de huit communes.
Les communes limitrophes sont Courset, Lacres, Longfossé, Parenty, Samer, Zoteux, Bécourt et Bezinghem.

### Géologie et relief
La superficie de la commune est de 13,74 km2 ; son altitude varie de 80  à   198 m.

### Hydrographie

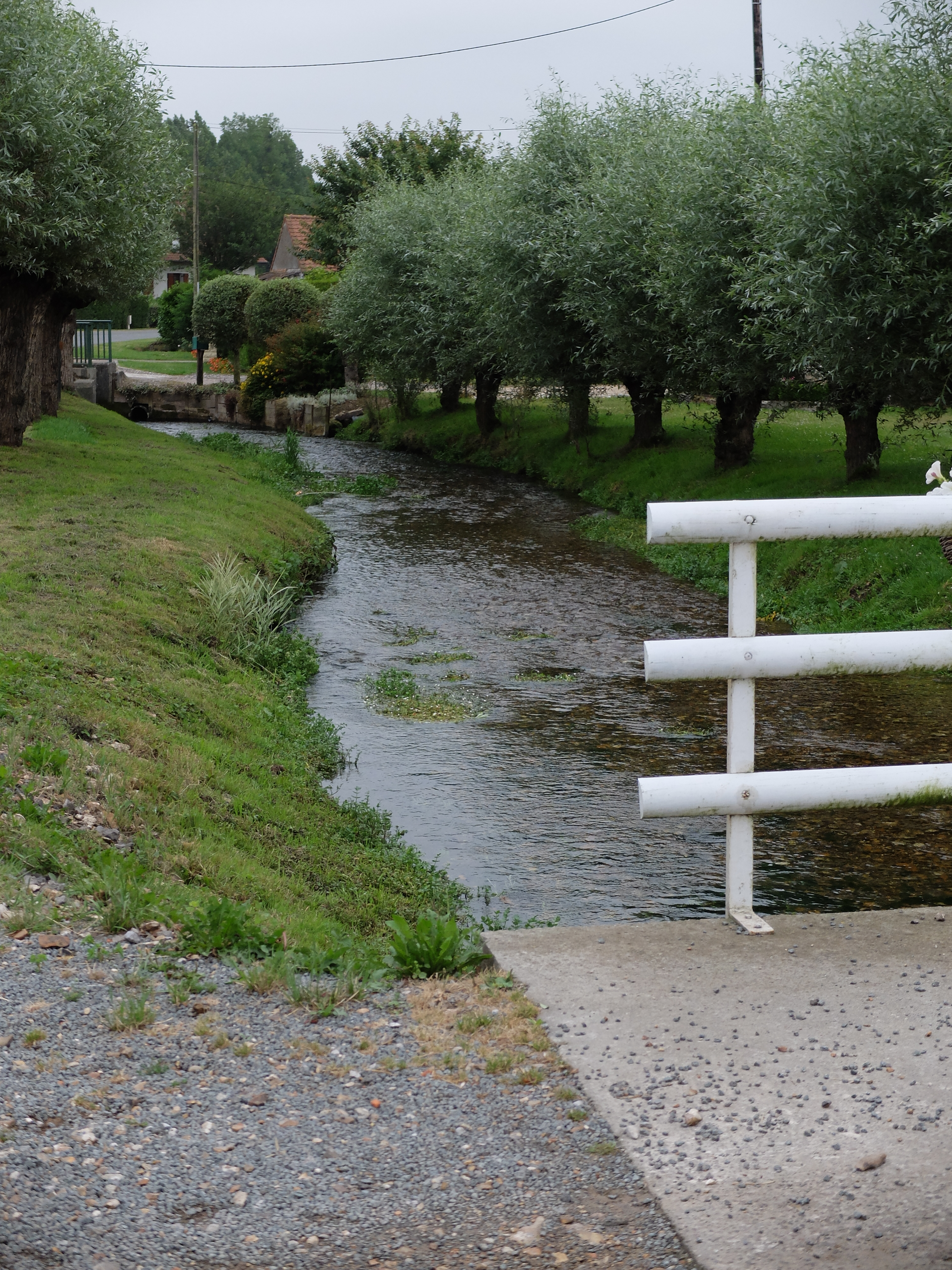
La Course dans la commune.

Le territoire de la commune est situé dans le bassin Artois-Picardie.
C'est dans la commune que prend sa source la Course, un cours d'eau d'une longueur de 24,72 km, affluent droit du fleuve côtier la Canche. La Course se jette dans La Canche au niveau de la commune d'Attin.

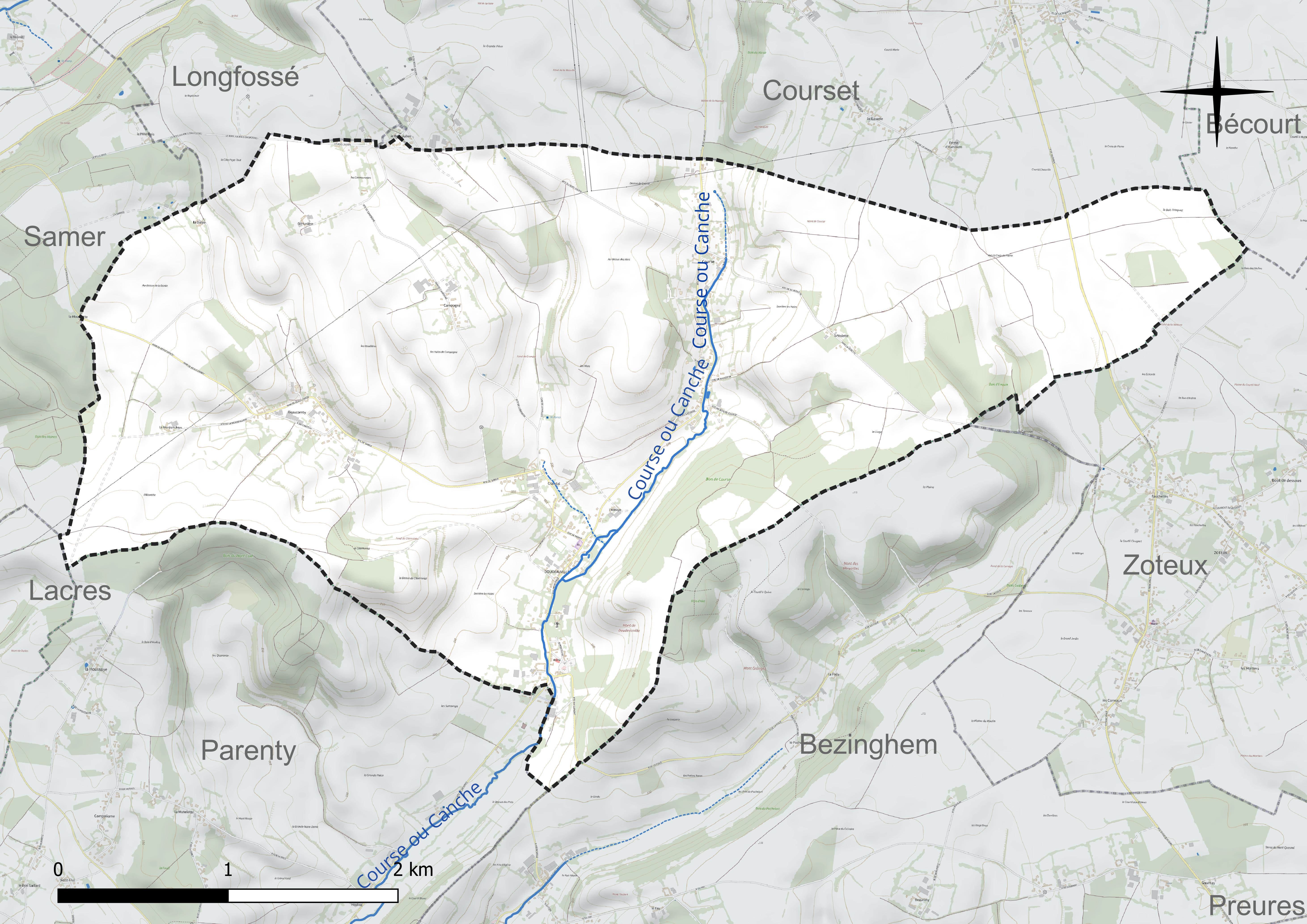
Réseau hydrographique de Doudeauville.

### Climat
Pour des articles plus généraux, voir Climat des Hauts-de-France et Climat du Pas-de-Calais.
En 2010, le climat de la commune est de type climat océanique franc, selon une étude du CNRS s'appuyant sur une série de données couvrant la période 1971-2000. En 2020, Météo-France publie une typologie des climats de la France métropolitaine dans laquelle la commune est exposée à un climat océanique et est dans la région climatique Côtes de la Manche orientale, caractérisée par un faible ensoleillement (1 550 h/an) ; forte humidité de l’air (plus de 20 h/jour avec humidité relative > 80 % en hiver), vents forts fréquents.
Pour la période 1971-2000, la température annuelle moyenne est de 10 °C, avec une amplitude thermique annuelle de 13 °C. Le cumul annuel moyen de précipitations est de 959 mm, avec 13,2 jours de précipitations en janvier et 8,6 jours en juillet. Pour la période 1991-2020, la température moyenne annuelle observée sur la station météorologique la plus proche, située sur la commune de Nielles-lès-Bléquin à 16 km à vol d'oiseau, est de 10,6 °C et le cumul annuel moyen de précipitations est de 976,9 mm,. Pour l'avenir, les paramètres climatiques de la commune estimés pour 2050 selon différents scénarios d'émission de gaz à effet de serre sont consultables sur un site dédié publié par Météo-France en novembre 2022.

### Paysages
Pour un article plus général, voir Paysage en France.
La commune est située à la jonction de deux paysages tels qu'ils sont définis dans l'atlas des paysages de la région Nord-Pas-de-Calais, conçu par la direction régionale de l'Environnement, de l'Aménagement et du Logement (DREAL), : 
- le « paysage montreuillois » , qui concerne 98 communes, se délimite : à l'Ouest par des falaises qui, avec le recul de la mer, ont donné naissance aux bas-champs ourlées de dunes ; au Nord par la boutonnière du Boulonnais ; au sud par le vaste plateau formé par la vallée de l'Authie, et à l'Est par les paysages du Ternois et de Haut-Artois. Ce paysage régional, avec, dans son axe central, la vallée de la Canche et ses nombreux affluents comme la Course, la Créquoise, la Planquette…, offre une alternance de vallées et de plateaux, appelée « ondulations montreuilloises ». Dans ce paysage, et plus particulièrement sur les plateaux, on cultive la betterave sucrière, le blé et le maïs, et les plateaux entre la Ternoise et la Créquoise sont couverts de vastes massifs forestiers comme la forêt d'Hesdin, les bois de Fressin, Sains-lès-Fressin, Créquy…[12].

- les « paysages des hauts plateaux artésiens », qui concernent 77 communes du Pas-de-Calais, se situent à l'extrémité ouest des collines de l'Artois qui traversent le Pas-de-Calais d'Arras au Boulonnais. L'alltitude de ces paysages dépassent les 180 mètres. Ces dimensions sont modestes, d'une quinzaine de kilomètres du sud-est au nord-ouest et d'une vingtaine de kilomètres dans sa dimension la plus grande[13].

Ces « paysages des hauts plateaux artésiens », appelés aussi « Haut Artois », se caractérisent par trois ensembles écopaysagers :
- - l'ensemble mésophile ouvert du plateau artésien calcaire ;
  - l'ensemble alluvial des fonds de vallée de la Lys et de l'Aa ;
  - l'ensemble calcicole des versants calcaires des vallées[13].

Le « Haut Artois » dispose d'une importante densité de corridors biologiques bien interconnectés.
Dans le « Haut Artois », pas de villes, c'est une des rares terres rurales de la région, les communes les plus importantes sont, du nord au sud, Lumbres, Fauquembergues et Fruges. Le « Haut Artois », drainé par l'Aa et la Lys, constitue le sommet de l'anticlinal artésien, paysage ventée, froid et aux précipitations importantes qui en font le château d'eau régional.
Leș cultures représentent environ 60 % des sols, les prairies entre 26 et 27 %, les bois de 5 à 8 % et les villages et bourgs de 5 à 8 %, l'industrie y est peu présente.

### Milieux naturels et biodiversité

#### Espace protégé
La protection réglementaire est le mode d’intervention le plus fort pour préserver des espaces naturels remarquables et leur biodiversité associée.
Dans ce cadre, la commune fait partie d'un espace protégé : le parc naturel régional des Caps et Marais d'Opale, d’une superficie de 132 499 ha réparties sur 154 communes, géré par le syndicat mixte d'aménagement et de gestion du parc naturel régional des Caps et Marais d'Opale.

#### Zones naturelles d'intérêt écologique, faunistique et floristique
L’inventaire des zones naturelles d'intérêt écologique, faunistique et floristique (ZNIEFF) a pour objectif de réaliser une couverture des zones les plus intéressantes sur le plan écologique, essentiellement dans la perspective d’améliorer la connaissance du patrimoine naturel national et de fournir aux différents décideurs un outil d’aide à la prise en compte de l’environnement dans l’aménagement du territoire.
Le territoire communal comprend quatre ZNIEFF de type 1 : 
- la vallée de la Course à l'aval d'Enquin-sous-Baillon. Le périmètre de la ZNIEFF présente un réseau hydrographique complexe associant plusieurs cours d’eau (Course, Bimoise, Baillons, rivière des Fontaines…) et de nombreuses sources, ainsi que des plans d’eau d’origine artificielle (ballastières, cressonnières, piscicultures, mares de chasse)[16] ;
- le bois de l'Eperche, le coteau de Longfossé et la pelouse du Molinet. Ce site appartient au complexe écologique constitué par la cuesta crayeuse du haut Boulonnais[17] ;
- les coteaux de la haute vallée de la Course à Doudeauville et au Courset. Cette ZNIEFF, composée de trois sites disjoints, est principalement composée de pelouses. Les altitudes, qui varient de 94  à   194 m, sont parmi les plus élevées du département[18] ;
- le coteau et bois du Mont-Culé. Cette ZNIEFF située sur la rive droite de la Course est constituée du vallon du Mont-Culé coiffé, à son sommet, d'un bois. L'altitude varie de 82  à   197 m, proche de l’altitude maximale du département[19].

Et deux ZNIEFF de type 2 : 
- la vallée de la Course. Elle se situe dans le pays de Montreuil et plus précisément dans l’entité paysagère des ondulations montreuilloises[20] ;
- la cuesta du Boulonnais entre Neufchâtel-Hardelot et Colembert. Cette ZNIEFF marque la séparation entre les terrains du Jurassiques du Bas-Boulonnais et les plateaux crayeux des hautes terres Artésiennes[21].

Carte des ZNIEFF de type 1 et 2 sur la commune
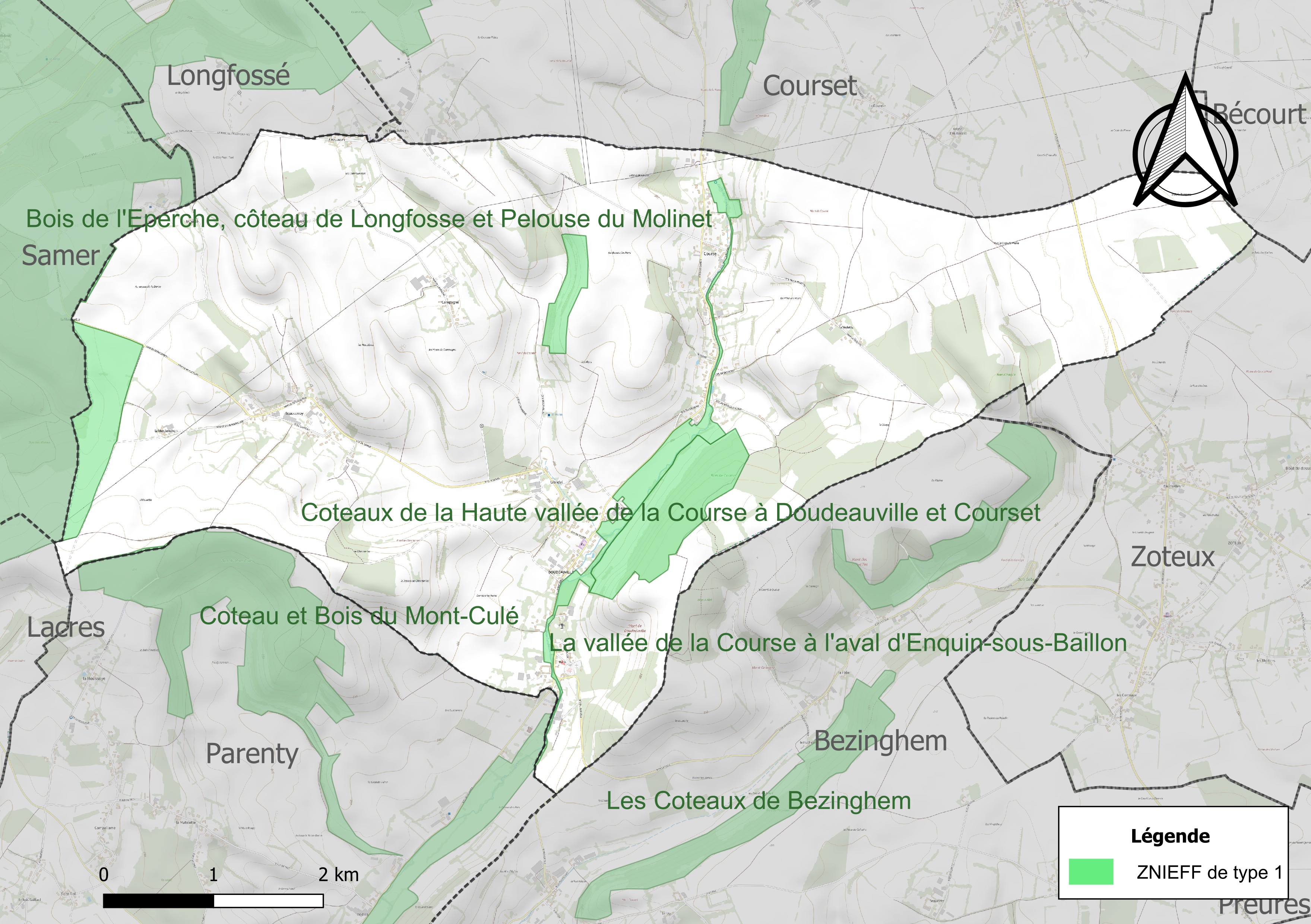
Carte des ZNIEFF de type 1 sur la commune.
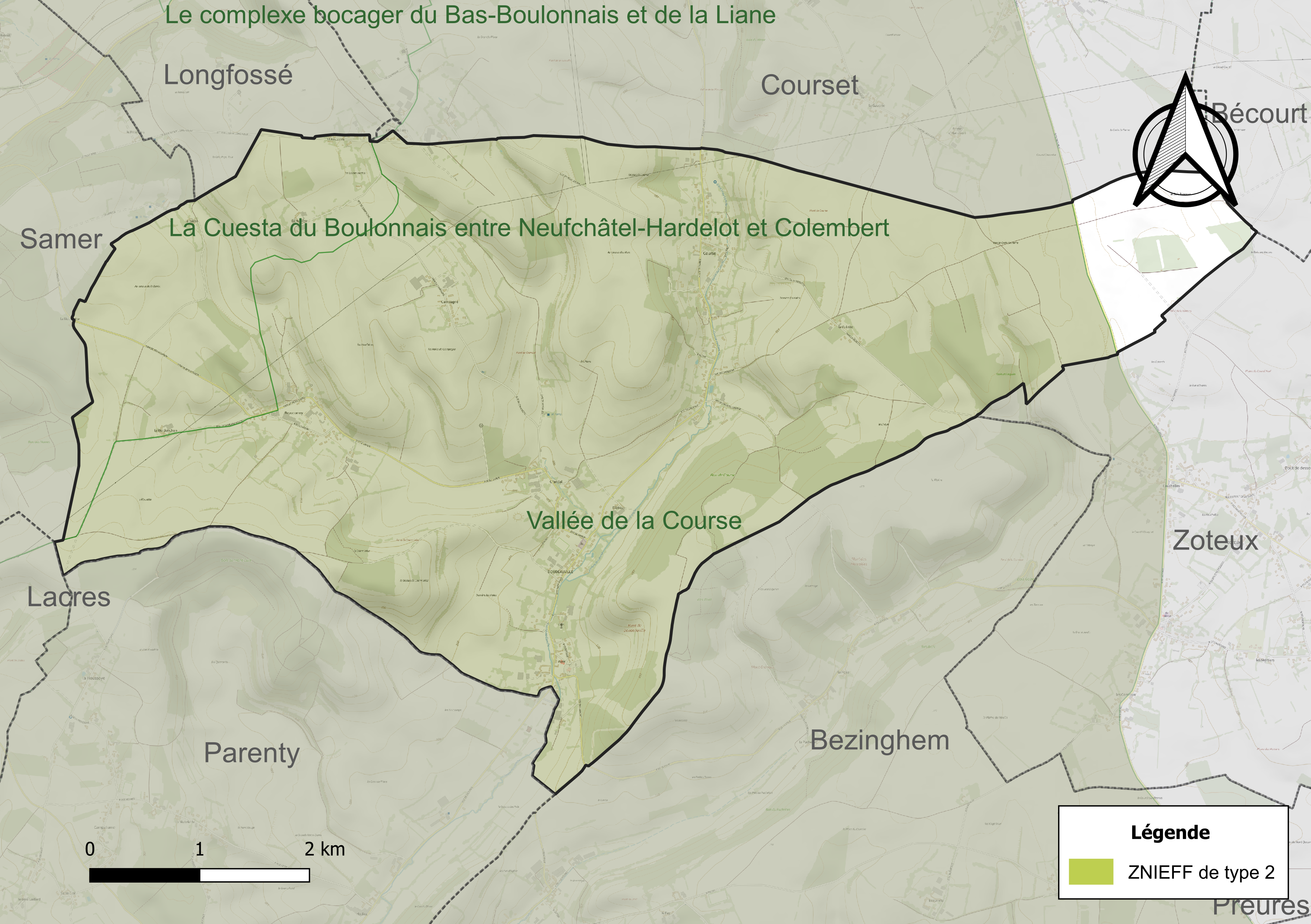
Carte des ZNIEFF de type 2 sur la commune.

## Urbanisme

### Typologie
Au 1er janvier 2024, Doudeauville est catégorisée commune rurale à habitat dispersé, selon la nouvelle grille communale de densité à sept niveaux définie par l'Insee en 2022.
Elle est située hors unité urbaine. Par ailleurs la commune fait partie de l'aire d'attraction de Boulogne-sur-Mer, dont elle est une commune de la couronne,. Cette aire, qui regroupe 80 communes, est catégorisée dans les aires de 50 000 à moins de 200 000 habitants,.

### Occupation des sols
L'occupation des sols de la commune, telle qu'elle ressort de la base de données européenne d’occupation biophysique des sols Corine Land Cover (CLC), est marquée par l'importance des territoires agricoles (91,6 % en 2018), une proportion identique à celle de 1990 (91,6 %). La répartition détaillée en 2018 est la suivante : 
terres arables (57,3 %), prairies (34,2 %), forêts (4,3 %), zones urbanisées (4,1 %). L'évolution de l’occupation des sols de la commune et de ses infrastructures peut être observée sur les différentes représentations cartographiques du territoire : la carte de Cassini (XVIIIe siècle), la carte d'état-major (1820-1866) et les cartes ou photos aériennes de l'IGN pour la période actuelle (1950 à aujourd'hui).

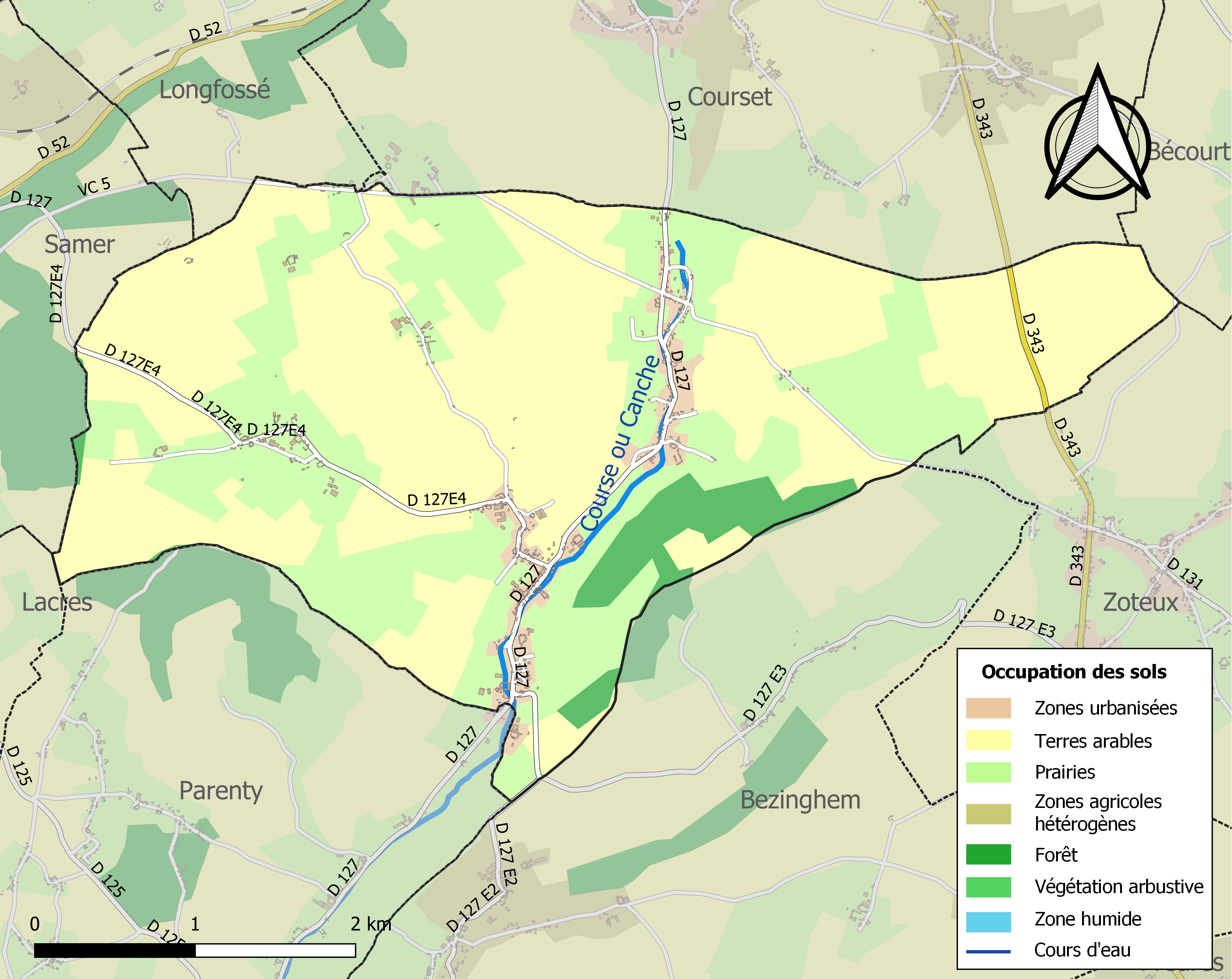
Carte des infrastructures et de l'occupation des sols de la commune en 2018 (CLC).

### Lieux-dits, hameaux et écarts
Le village est composé de plusieurs hameaux : Beaucorroy, Bois-Julien, Campagne, Crandal, Course (village indépendant jusqu'en 1790), la Vedette.

### Voies de communication et transports

#### Voies de communication
La commune est desservie par les routes départementales D 127, D 127 E4, traversée, à l'est, par la D 343 et est proche (8 km) au sud-est, de la D 901, reliant Boulogne-sur-Mer et Montreuil-sur-Mer. Elle se situe à 17 km de la sortie no 28 de l'autoroute A16 reliant la région parisienne à la frontière avec la Belgique,.

#### Transport ferroviaire
La commune se trouve à 17 km, au nord-ouest, de la gare d'Hesdigneul, située sur les lignes de Longueau à Boulogne-Ville et de Saint-Omer à Hesdigneul, desservie par des trains TER Hauts-de-France.

### Risques naturels et technologiques
La commune est reconnue en état de catastrophe naturelle à la suite des inondations et coulées de boue du 29 octobre 2012.
À la suite du passage des tempêtes Ciarán, Domingos et Elisa et des inondations et coulées de boue qui se sont produites, la commune est reconnue, par arrêté du 14 novembre 2023, en état de catastrophe naturelle pour inondations et coulées de boue sur la période du 2 au 12 novembre 2023, comme 179 autres communes du département.

## Toponymie
Le nom de la localité est attesté sous les formes Dudeavilla en 1172 ; [*Dudealvilla] ; Dodeville en 1173 ; [*Dodelville] ; Dudeauville en 1196 ; Dudelli villa en 1199 ; Dudeawile au XIIe siècle ; Dodeauvilla en 1201 ; Doudelvilla en 1232 ; Doudeville en 1255 ; Doudevila en 1256 ; Doudielville en 1293 ; Doudealville en 1318 ; Doudiauville au XIVe siècle ; Doudiaville en ~1512, Doudeauville (depuis 1793), Doudeauville depuis 1793 et 1801.
C'est un cas d'homonymie avec deux communes de Normandie : Doudeauville (Seine-Maritime, Dudelvilla 1152, Doudiauville 1321) et Doudeauville-en-Vexin (Eure, Dudelvilla XIIe siècle),.
Il s'agit d'une formation toponymique médiévale en -ville au sens ancien de « domaine rural », dont le premier élément Doudeau- (Dudel-, Dodel-) représente un anthroponyme selon le cas général,.
Il existe deux hypothèses principales pour expliquer ce nom de personne, les deux ayant en commun l’utilisation du thème pangermanique DOD : soit Dodilo, issu du germanique continental, soit *Doddelus sa variante non attestée. Il existe un nom de personne Duddel, Doddel issu de l'[anglo-]saxon.
Remarque : on attendrait plutôt un amuïssement du [d] intervocalique pour Dodilo, d'où *Doilville, *Doelville.

## Histoire
Un premier monastère est fondé en 650 sous l'invocation de saint Jean, auquel saint Omer donna la règle. Ruiné par les Vikings en 881, il fut rétabli au cours du siècle suivant, et entra au XIIe siècle dans la congrégation arrouaise[réf. nécessaire]. Ce domaine était en 987 l'une des douze baronnies du comté de Boulogne.
S'étant signalé pendant la guerre de la succession d'Espagne en commandant les armées navales réunies de Louis XIV et de son petit-fils Philippe V d'Espagne en 1703, Victor Marie d'Estrées est fait maréchal de France le 14 janvier 1703 et, le 13 août 1703, il se voit concéder par le roi d'Espagne la grandesse d'Espagne de première classe avec le titre (espagnol) de duc de Doudeauville.
Victor Marie, maréchal d'Estrées, meurt le 27 décembre 1737, sans postérité. Son petit-neveu François-César Le Tellier de Courtanvaux (1718-1781) reçoit en 1756 le titre espagnol de duc de Doudeauville et la grandesse d'Espagne de première classe, mais son fils et héritier prédécédé (mort avant son père) n'ayant eu que deux filles, la grandesse passa à l'époux de l’aînée de ces dernières, Ambroise-Polycarpe de La Rochefoucauld (1765–1841) marquis de Surgères, qui succéda à la grandesse d'Espagne par diplôme de 1782 et fut connu, depuis, sous le titre de duc de Doudeauville (titre reconnu en France par l'ordonnance de pairie du 4 juin 1814 ; voir l'enchaînement généalogique à l'article Bisaccia).

## Politique et administration

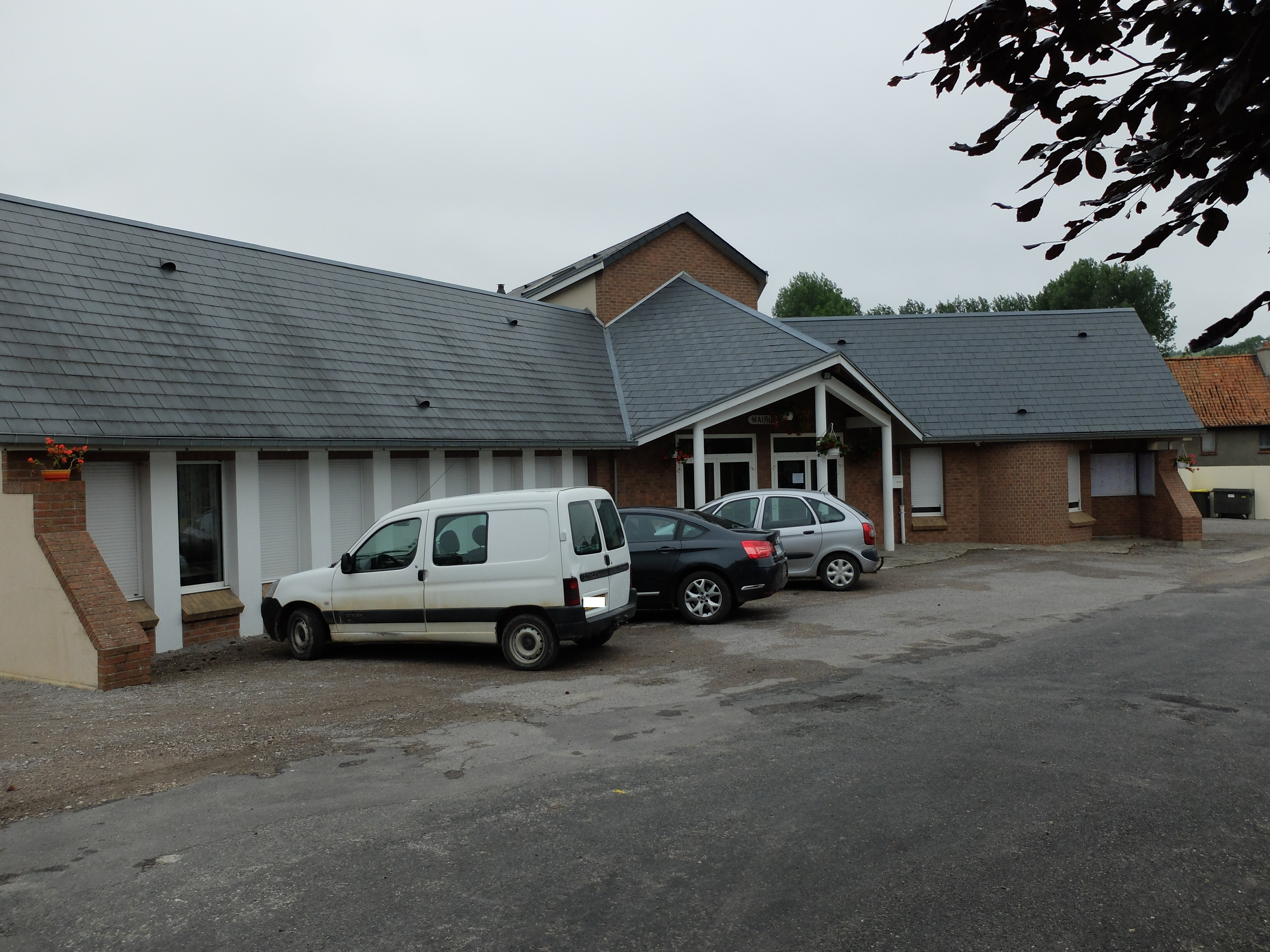
La mairie.

### Découpage territorial
La commune se trouve dans l'arrondissement de Boulogne-sur-Mer du département du Pas-de-Calais, depuis 1801.

#### Commune et intercommunalités
La commune est membre de la communauté de communes de Desvres - Samer.

#### Circonscriptions administratives
La commune est rattachée au canton de Desvres. Avant le redécoupage cantonal de 2014, elle était, depuis 1801, rattachée au canton de Samer.

#### Circonscriptions électorales
Pour l'élection des députés, la commune fait partie de la cinquième circonscription du Pas-de-Calais.

### Élections municipales et communautaires

#### Liste des maires
| Période                                  | Période                       | Identité           | Étiquette | Qualité                                                                            |
| ---------------------------------------- | ----------------------------- | ------------------ | --------- | ---------------------------------------------------------------------------------- |
| Les données manquantes sont à compléter. |                               |                    |           |                                                                                    |
| 1977                                     | 2014                          | Christian Péniguel | DVD       | Agriculteur retraité                                                               |
| mars 2014                                | En cours (au 12 février 2022) | Christophe Cousin  |           | Coordinateur de maintenance à la sucrerie d’Attin, Réélu pour le mandat 2020-2026, |

## Équipements et services publics

### Enseignement
La commune est située dans l'académie de Lille et dépend, pour les vacances scolaires, de la zone B.
La commune administre, en regroupement pédagogique intercommunal (RPI), une école maternelle.

### Justice, sécurité, secours et défense
La commune dépend du tribunal judiciaire de Boulogne-sur-Mer, du conseil de prud'hommes de Boulogne-sur-Mer, de la cour d'appel de Douai, du tribunal de commerce de Boulogne-sur-Mer, du tribunal administratif de Lille, de la cour administrative d'appel de Douai, de la cour administrative d'appel de Douai, du pôle nationalité du tribunal judiciaire de Boulogne-sur-Mer et du tribunal pour enfants de Boulogne-sur-Mer.

## Population et société

### Démographie
Les habitants sont appelés les Doudeauvillois.

#### Évolution démographique
L'évolution du nombre d'habitants est connue à travers les recensements de la population effectués dans la commune depuis 1793. Pour les communes de moins de 10 000 habitants, une enquête de recensement portant sur toute la population est réalisée tous les cinq ans, les populations de référence des années intermédiaires étant quant à elles estimées par interpolation ou extrapolation. Pour la commune, le premier recensement exhaustif entrant dans le cadre du nouveau dispositif a été réalisé en 2007.

En 2022, la commune comptait 605 habitants, en évolution de +5,03 % par rapport à 2016 (Pas-de-Calais : −0,72 %, France hors Mayotte : +2,11 %).
| 1793 | 1800 | 1806 | 1821 | 1831 | 1836 | 1841 | 1846 | 1851 |
| ---- | ---- | ---- | ---- | ---- | ---- | ---- | ---- | ---- |
| 672  | 485  | 638  | 681  | 617  | 678  | 673  | 645  | 610  |

| 1856 | 1861 | 1866 | 1872 | 1876 | 1881 | 1886 | 1891 | 1896 |
| ---- | ---- | ---- | ---- | ---- | ---- | ---- | ---- | ---- |
| 580  | 581  | 616  | 641  | 626  | 592  | 620  | 678  | 662  |

| 1901 | 1906 | 1911 | 1921 | 1926 | 1931 | 1936 | 1946 | 1954 |
| ---- | ---- | ---- | ---- | ---- | ---- | ---- | ---- | ---- |
| 637  | 672  | 658  | 613  | 556  | 542  | 515  | 490  | 444  |

| 1962 | 1968 | 1975 | 1982 | 1990 | 1999 | 2006 | 2007 | 2012 |
| ---- | ---- | ---- | ---- | ---- | ---- | ---- | ---- | ---- |
| 421  | 376  | 412  | 416  | 383  | 401  | 461  | 470  | 511  |

| 2017 | 2022 | - | - | - | - | - | - | - |
| ---- | ---- | - | - | - | - | - | - | - |
| 600  | 605  | - | - | - | - | - | - | - |

#### Pyramide des âges
La population de la commune est relativement jeune.
En 2018, le taux de personnes d'un âge inférieur à 30 ans s'élève à 42,3 %, soit au-dessus de la moyenne départementale (36,7 %). À l'inverse, le taux de personnes d'âge supérieur à 60 ans est de 18,5 % la même année, alors qu'il est de 24,9 % au niveau départemental.
En 2018, la commune comptait 299 hommes pour 310 femmes, soit un taux de 50,9 % de femmes, légèrement inférieur au taux départemental (51,5 %).
Les pyramides des âges de la commune et du département s'établissent comme suit.
| Hommes | Classe d’âge | Femmes |
| ------ | ------------ | ------ |
| 0,0    | 90 ou +      | 1,6    |
| 4,6    | 75-89 ans    | 6,3    |
| 11,6   | 60-74 ans    | 12,8   |
| 18,9   | 45-59 ans    | 15,2   |
| 22,9   | 30-44 ans    | 21,4   |
| 18,8   | 15-29 ans    | 18,0   |
| 23,1   | 0-14 ans     | 24,6   |

| Hommes | Classe d’âge | Femmes |
| ------ | ------------ | ------ |
| 0,5    | 90 ou +      | 1,6    |
| 5,6    | 75-89 ans    | 8,9    |
| 16,7   | 60-74 ans    | 18,1   |
| 20,2   | 45-59 ans    | 19,2   |
| 18,9   | 30-44 ans    | 18,1   |
| 18,2   | 15-29 ans    | 16,2   |
| 19,9   | 0-14 ans     | 17,9   |

### Manifestations culturelles et festivités
La commune participe à la manifestation « Les étincelles de la vallée de la Course », qui se déroule chaque année à la mi-août dans quinze villages de la vallée et où les visiteurs découvrent les illuminations et les animations de la vallée,.

## Culture locale et patrimoine

### Lieux et monuments

#### Monument historique
- Le manoir de Doudeauville transformé en ferme, date de 1613. Construit en brique rose sur des soubassements en grès. La Course court devant la cour de la ferme qu'on rejoint par une passerelle. Ce bâtiment (les bâtiments agricoles fermant la cour, ainsi que le sol de la cour et celui de l'ancien jardin, en totalité) fait l’objet d’une inscription au titre des monuments historiques depuis le 14 décembre 2012[57].

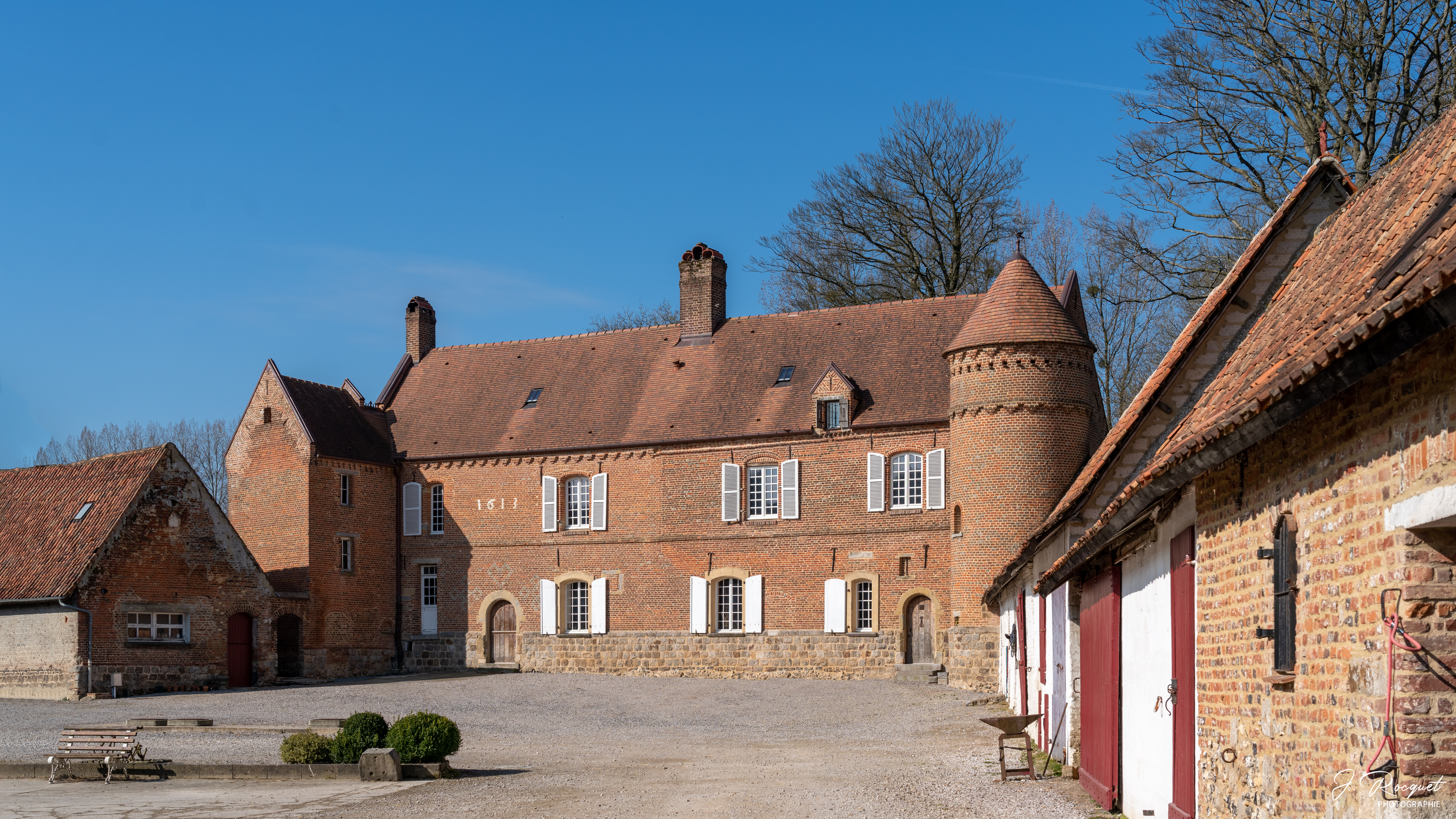
Le manoir.

#### Autres lieux et monuments
- Le château du XVIIIe siècle, construit par les Delattre du Val de Fresne, passa en différentes mains, dont les Taffin de Givenchy.
- Le moulin de Doudeauville est sans doute du XVIIIe siècle.
- La motte de Crandal était certainement surmontée d'une tour de guet, du temps des Celtes ou des Romains. Un souterrain menait jusqu'au château fort de Course, où au XIIe siècle naquit Eustache le Moine, corsaire-pirate, fils de Bauduin Busket, baron de Course et pair du comte de Boulogne, du temps de Philippe-Auguste.
- Le monument aux morts[58].
- L'église de Saint-Bertulphe du XVIIe siècle, avait une cloche baptisée Bertoulle en 1608, par Annibal d'Estrées, frère de Gabrielle d'Estrées, maîtresse d'Henri IV. Bertoulle, fêlée, fut refondue et nommée Bertuphine par Sosthène II de La Rochefoucauld (1825-1908), duc de Doudeauville et de Bisaccia.
- L'abbaye fondée par le comte de Boulogne, Eustache III, vers 1099, était dédiée à saint Jean l'Évangéliste. Détruite en 1543, elle fut restaurée tout de suite après. C'est une ferme à présent.

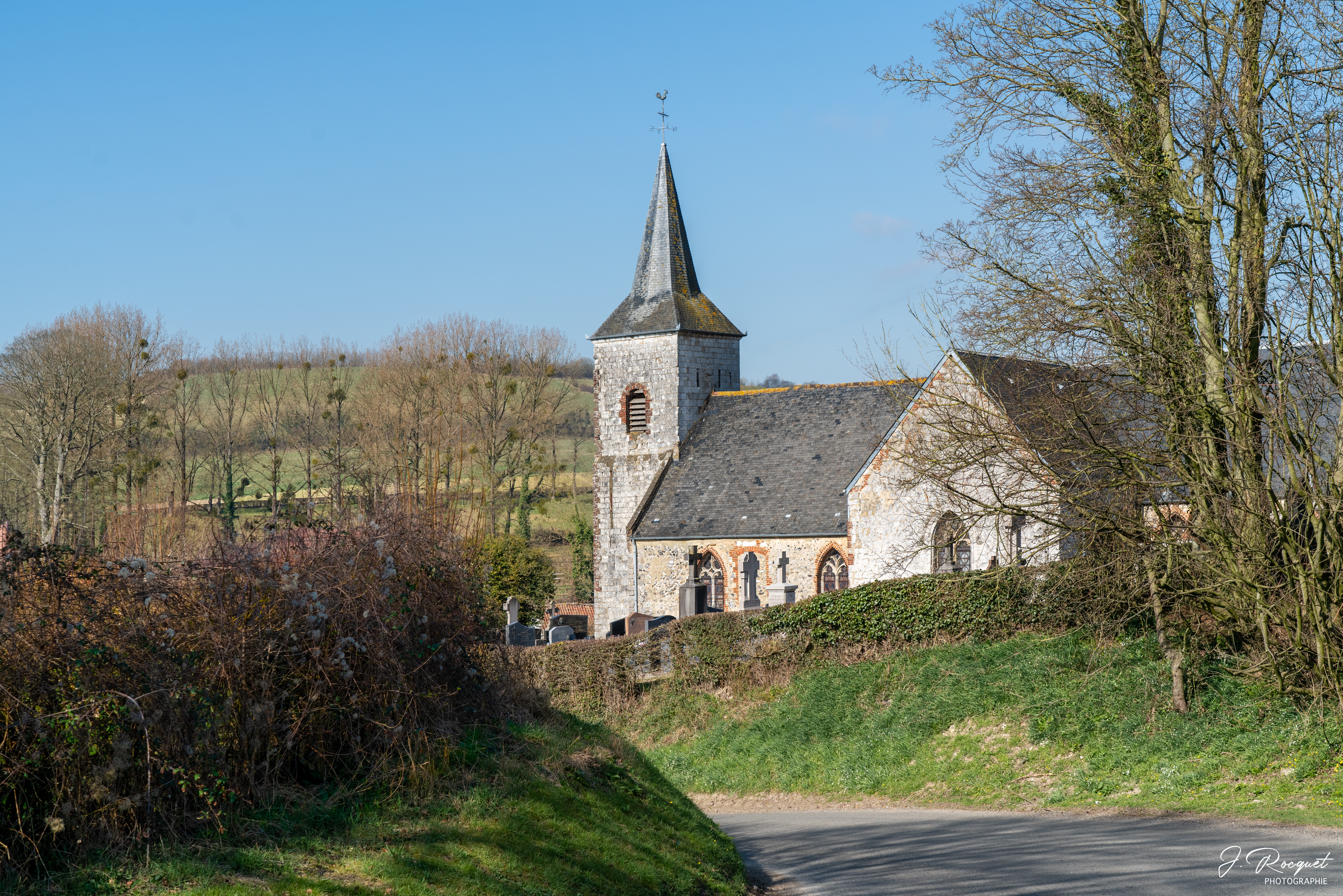
L'église Saint-Bertulphe.
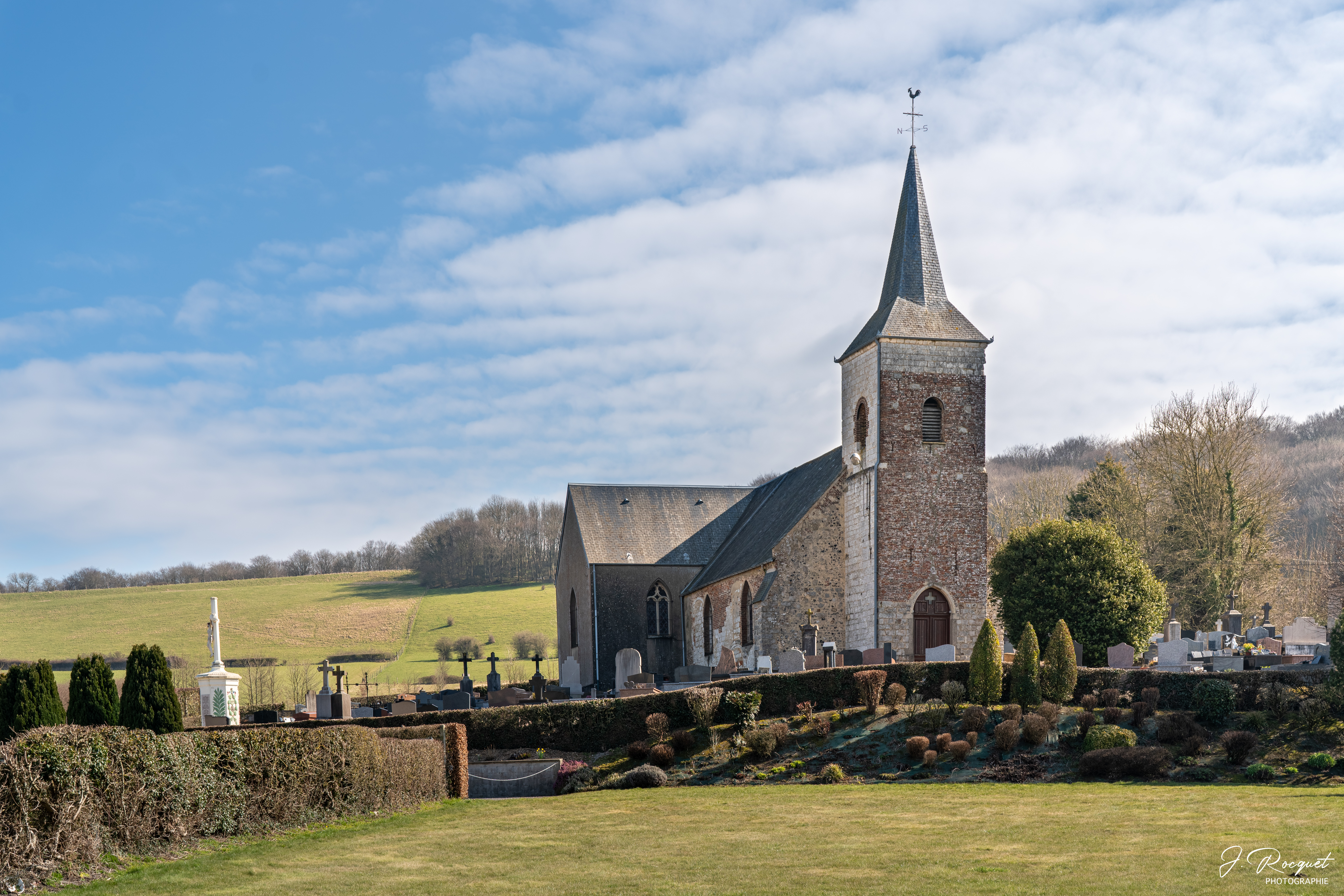
Face ouest.
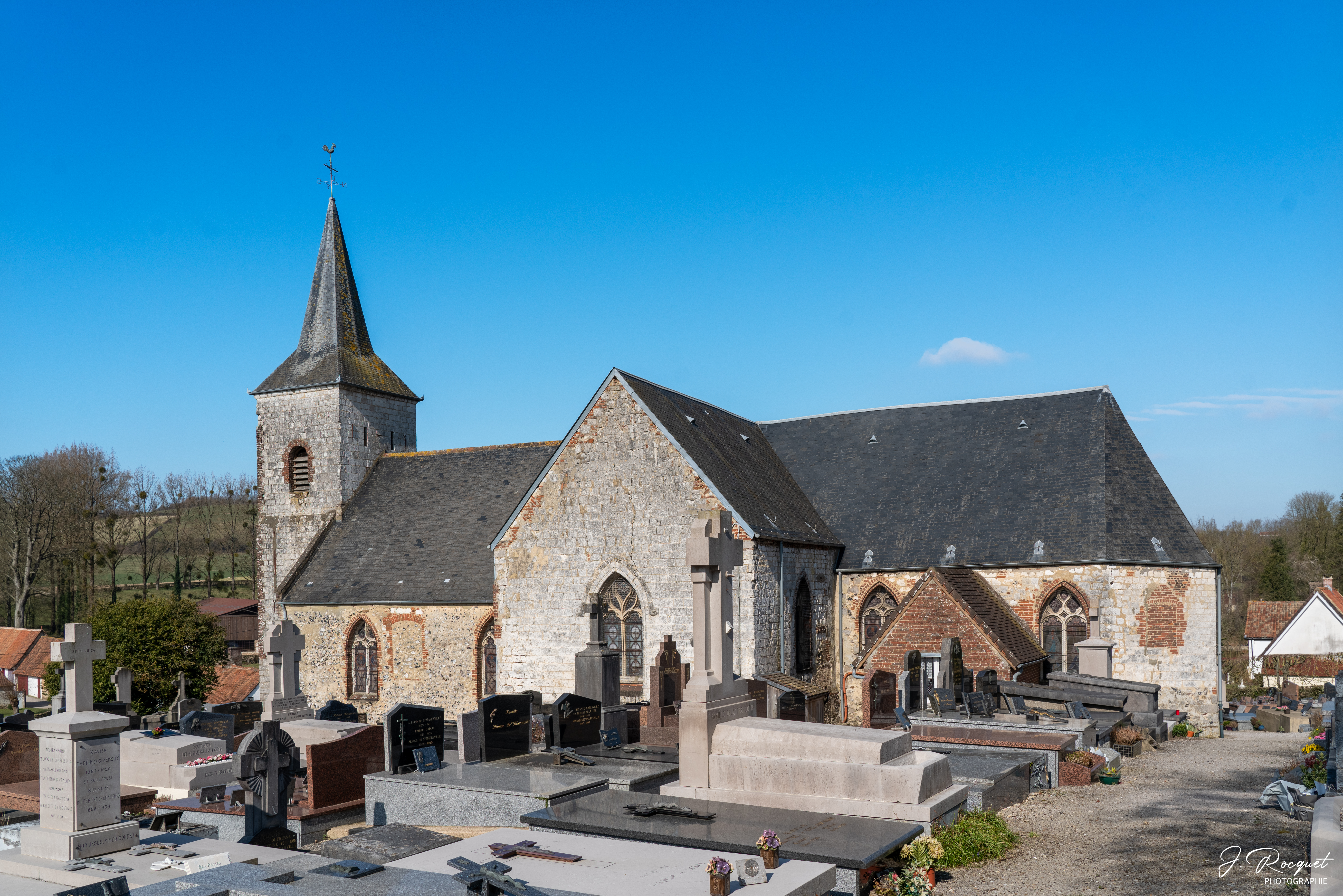
Face sud.
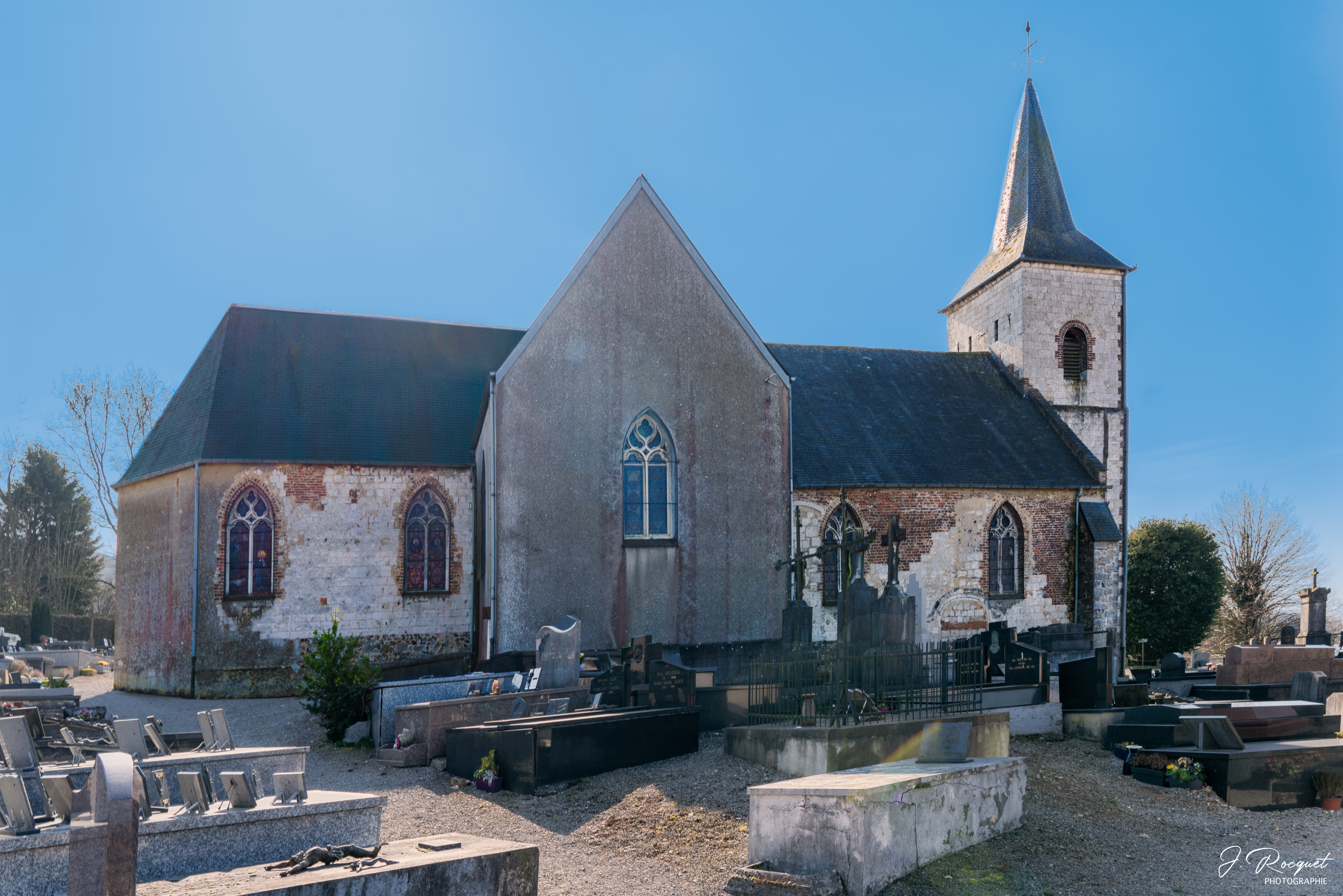
Face nord.
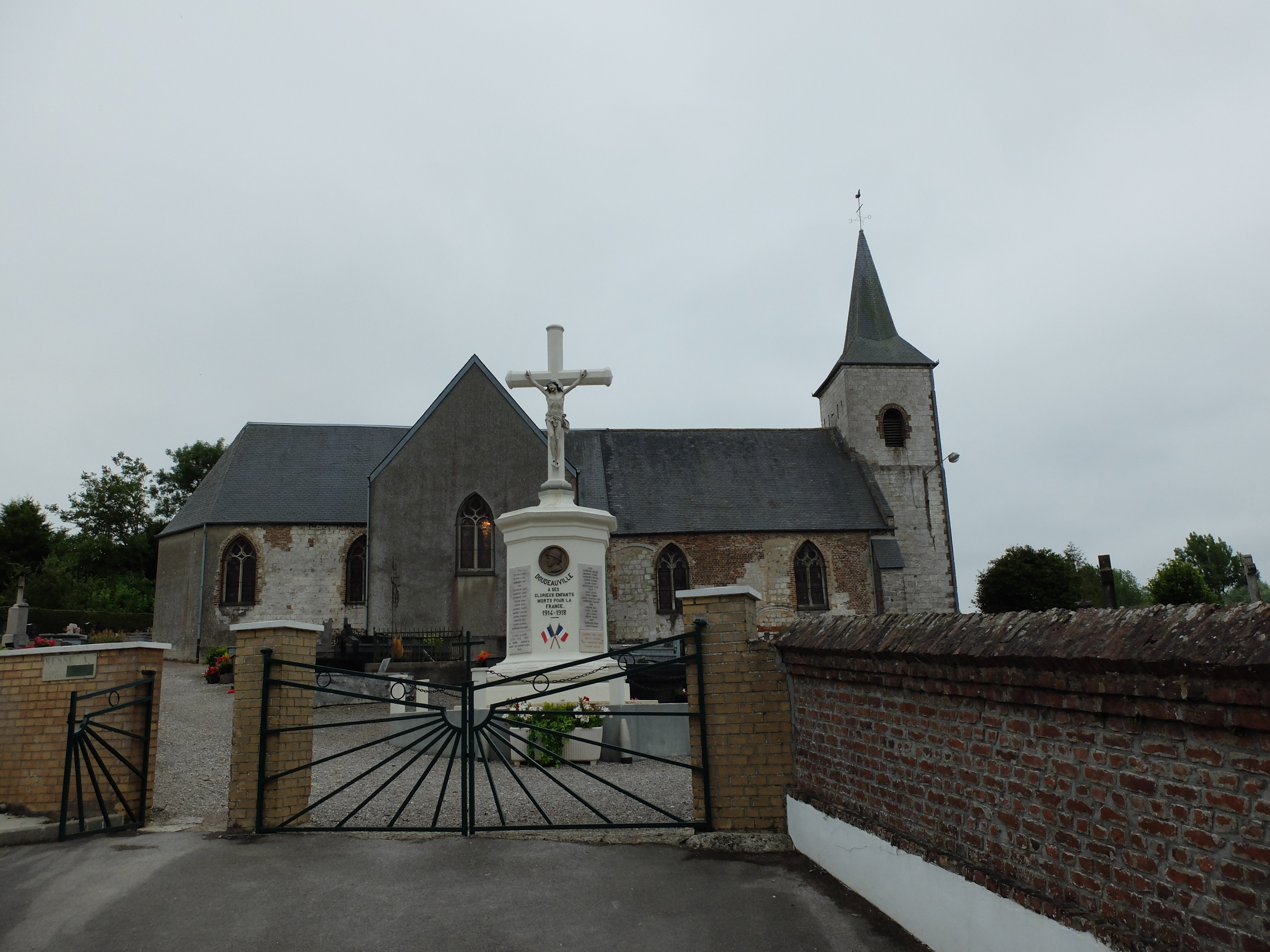
L'église et le monument aux morts.

### Personnalités liées à la commune
- Jean d'Estrées (1486-1571), seigneur d'Estrées, de Valiers, de Cœuvres et de Viérey, comte d'Orbec, baron de Doudeauville, vicomte de Soissons, premier baron et sénéchal de Boulonnais, capitaine des garde du corps du roi, grand maître de l'artillerie de France.
- Jean II d'Estrées (1624-1707), comte de Nanteuil-le-Haudouin (dit d'Estrées), baron de Doudeauville et de Parenty, seigneur de Tourpes, premier baron du Boulonnais, maréchal et vice-amiral de France.

### Héraldique
| Blason de Doudeauville | Blason  | D'azur au pont de trois arches d'argent maçonné de sable, sur une mer d'argent mouvant de la pointe, et sommé d'un buste humain de carnation, couronné d'or, habillé de sable et entouré de sept étoiles d'or. |
| Blason de Doudeauville | Détails | Ces armes sont inspirées de celles de l'abbaye Saint-Jean de Doudeauville, fondée vers 1099. Le buste, bien que non précisé dans le blasonnement, est souvent représenté sous les traits d'une femme, qui représenterait Duelle (cf. l'histoire de la commune), et dont la couronne serait héritée du blason abbatial. Adopté par la commune. |

## Pour approfondir